# 淮扬菜
淮扬菜為江苏省淮安、扬州一帶的傳統地方菜系，為蘇菜下屬支系中最享負盛名的一支，亦是現代中華人民共和國之國宴菜，以刀工精细、口味咸甜适中、南北皆宜著稱。

## 历史
在明清以前，淮安、扬州都是全国有名的大都市，都有各自的饮食文化传统。而淮菜在隋唐之际便已是驰誉神州的中国四大古典菜系之一。明清以后，淮菜和扬菜开始相互渗透、逐渐融合，并糅合南北风味于一炉，从而形成了统一的菜系。另一说：明朝时候这块地区属淮安府，扬州府，故称为淮扬。淮安、扬州、镇江三地位于长江南北，紧挨京杭大运河，从地理上看是连接南北西东的重要交通枢纽，且自古以来就是富庶的鱼米之乡。淮安（运河漕运之都）、扬州早在隋、唐时期就已经相当繁华，当时的淮安、扬州不仅仅是文化交流上的发达，更可以理解为淮安、扬州在那个时候便已是消费集中地带。从文献记载中淮扬菜的闻名可以追溯到一千多年以前；和淮安以及扬州的文化交流发展、鼎盛过程一样，历唐、清两个时期，且也是在清代康熙、乾隆年间达到巅峰，借势于两代皇帝的频频南巡期间，屡屡逗留淮安、扬州。到乾隆年间，苏菜系已经成为全国四大菜系之一。時至二十世紀，淮揚菜更成為中華人民共和國的國宴菜：1949年10月1日晚开国大典后於北京饭店举行的盛大国宴即為淮揚菜，整場宴會的菜式烹调均由扬州马玉林、马玉华兄弟开设的淮揚菜餐廳玉华台饭庄一力承担完成，史称「开国第一宴」；2002年江泽民招待美国時任总统乔治·布什的國宴亦為淮揚菜。

## 特色
淮扬地区地处南北交汇，水陆要冲，扬州自唐宋至明清均在中国最繁华的城市之列，亦是明清时期闻名海内的都会。因此淮扬菜具有以下特点: 
- 选料尤为注意鲜活、鲜嫩；
- 制作精细，注意刀工；
- 口味清淡，强调本味，重视调汤，风味清鲜，略带甜味；
- 菜式繁多，体系庞大；
- 烹饪善用火候，擅长炖、焖、煨、焐、蒸、烧、炒；
- 色彩鲜艳，清爽悦目；造型美观，别致新颖，生动逼真；

## 菜式
- 文思豆腐
- 醋溜鳜鱼
- 芙蓉鸡片
- 盐水鹅
- 清蒸鲥鱼
- 清炖蟹粉狮子头
- 煮干丝
- 三套鸭
- 水晶肴肉
- 炒软兜
- 煨脐门
- 炝虎尾
- 红烧扒猪头
- 芙蓉海底松
- 生炒蝴蝶片
- 大烧马鞍桥
- 朱桥甲鱼
- 黄桥烧饼
- 平桥豆腐
- 拆烩鲢鱼头
- 翡翠烧卖
- 钦工肉圆
- 千层油糕
- 蟹黄汤包

## 名宴
- 红楼宴
- 开国第一宴
- 全藕宴
- 少游宴
- 三头宴
- 鉴真素宴

## 圖片

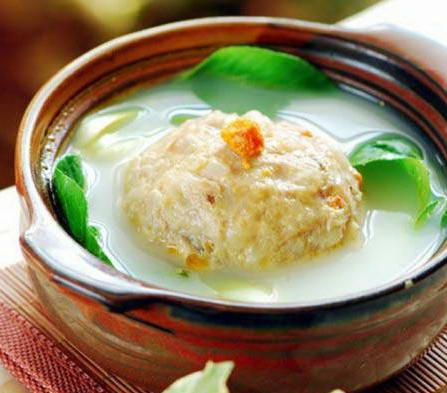
獅子頭
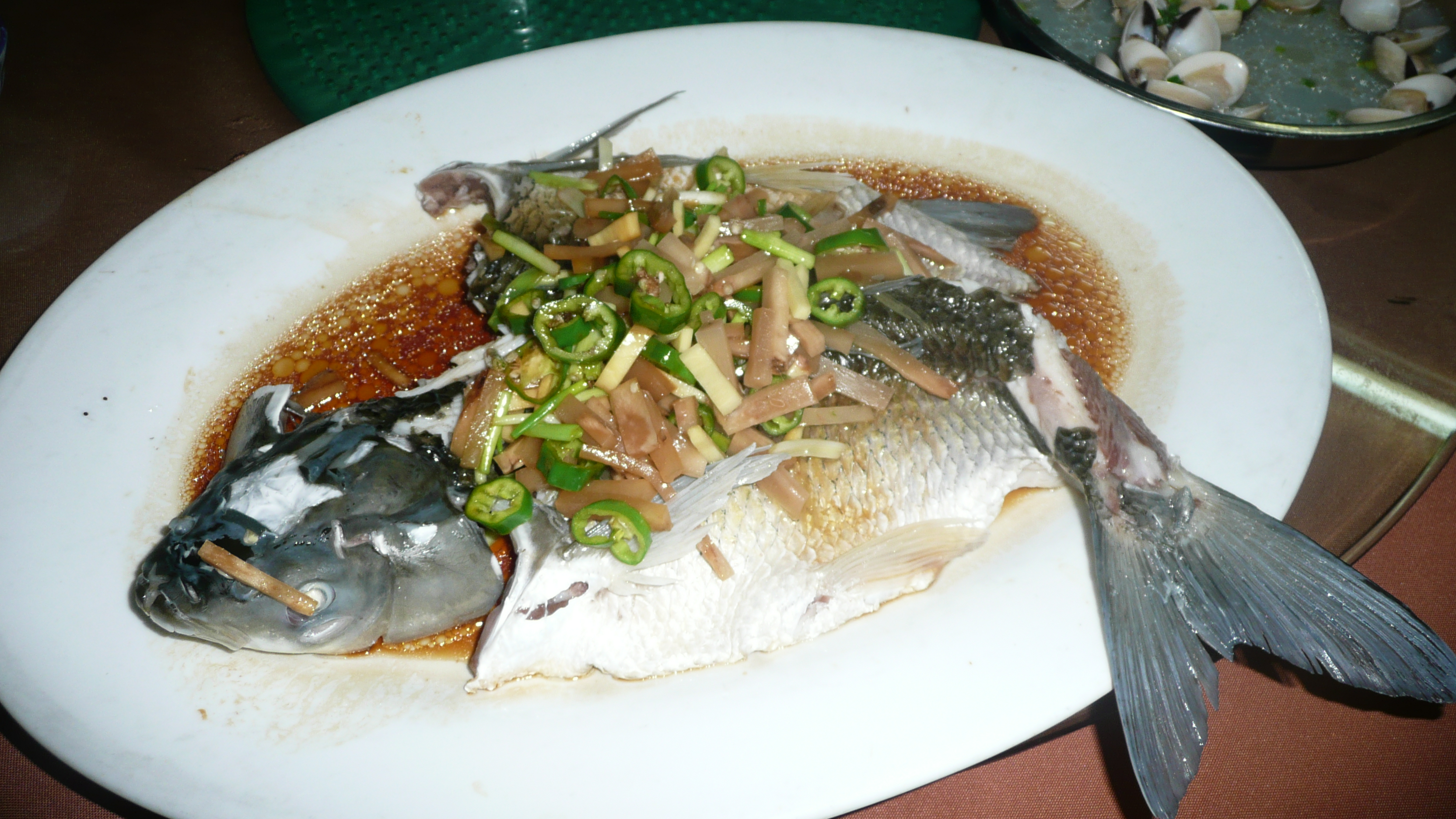
清蒸鰣魚
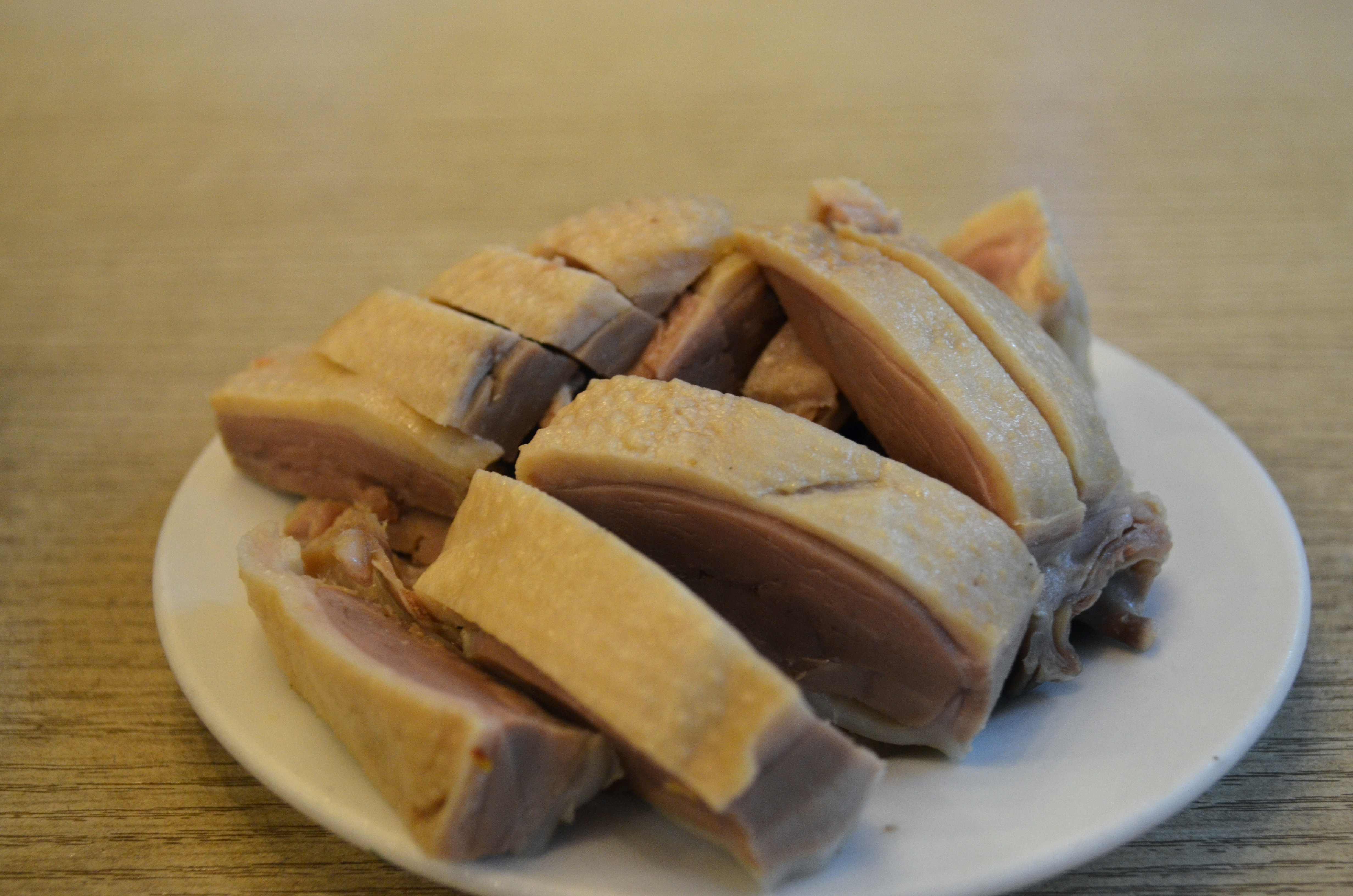
鹽水鹅